# Zimbra
Zimbra Collaboration Suite (ZCS) は、米国のSynacor, Inc.が開発するWebメールシステムでありグループウェアである。メール/カレンダー/コラボレーション機能がある。クライアント側コンポーネントとサーバ側コンポーネントの両方を含んでいる。
2004年にLiquid Systems Inc.が設立され、開発がスタートされた。会社名はZimbra, Inc.に変更され、2005年9月7日にはベータ版がリリースされた。その後、会社としては何度も売却され、オーナーが転々としている。2007年9月17日、米Yahoo!が買収し、2010年1月12日、VMware, Inc.が買収し、2013年7月、米Telligentが買収し、2015年8月13日、Synacor, Inc.が買収した。
日本では、かつては住友商事が国内販売総代理店となっていたが、2013年9月に日本法人としてZimbra Japan合同会社を設立し、販売している。

## 機能
ZCS Webクライアントは高機能なコラボレーションスイートで、電子メールとグループカレンダーをサポートしている。Ajaxを活用して、ツールチップ、ドラッグ可能なアイテム、右クリックメニューなどのインタフェースを備えている。また、高度な検索機能と日付を関連付ける機能もある。Zimlet というマッシュアップによるオンラインのドキュメントオーサリング機能もあり、管理用のUIも備えている。これは Zimbra Ajax Toolkit を使って書かれている。
各機能にSOAP API を提示しており、IMAPおよびPOP3サーバとしても機能する。様々なLinuxディストリビューションで動作し、macOSでも動作する。
ZCSはプロプライエタリなMicrosoft OutlookやApple Mailとも互換性があり、オープンソースのEvolutionとも互換性がある。したがって、それらが持つ電子メールやアドレス帳やカレンダーの内容をZCSサーバと同期させることもできる。Zimbraは各種携帯機器（Nokia Eseries、BlackBerry、Windows Mobile、iPhoneなど）との双方向同期機能も提供している。

## エディション
以下の2種類がある。

### Zimbra Collaboration Network Edition
有償の商用ソフトウェアですべての機能とサポートが提供される。

### Zimbra Collaboration Open Source Edition
無償のオープンソース版で一部の機能に制限がある。サポートは提供されない。